# 나마스테 서울
《나마스테 서울》(Namaste Seoul)은 한국에서 제작된 김대현 감독의 1994년 드라마 영화이다. 장소익, 신혜연 등이 주연으로 출연하였고 김대현 등이 제작에 참여하였다.

## 출연

### 주연
- 장소익
- 신혜연

## 기타
- 조명: 김현일
- 분장: 강승용
- 분장: THE NEW
- 윤색: 김대현
- 윤색: 김현일
- 윤색: 김동섭